# Charles Cotin
Pour l'homme politique, voir Charles Cotin (homme politique).
Charles Cotin, né vers 1604 à Paris, où il est mort en décembre 1681, est un ecclésiastique, poète, essayiste et polémiste français du Grand Siècle. Il n'est plus connu aujourd'hui que pour avoir été l'une des principales "victimes" des satires de Boileau et le modèle avéré de Trissotin, le pédant coureur de dot des Femmes savantes de Molière ; un double "assassinat littéraire" dont il ne s'est pas encore relevé, en dépit de quelques tentatives de réhabilitation et de rares études modernes sur son œuvre.

## Biographie
Après avoir étudié les langues anciennes (latin, grec, hébreu, syriaque), il entre dans les ordres vers le milieu des années 1630 et devient prédicateur et aumônier du roi Louis XIII. 
Dès ce temps, semble-t-il, il fréquente les salons littéraires, celui de la marquise de Rambouillet en particulier, et mène une triple carrière, de prédicateur, de philosophe politico-religieux et de poète galant.
Ainsi fait-il paraître, au cours de la même année 1646, un Recueil des énigmes de ce temps, qui connaîtra de multiples rééditions et dans lequel il théorise ce genre littéraire à la mode, et un essai philosophique en forme de dialogue, intitulé Théoclée ou la vraie philosophie des principes du monde, où est exposée, pour la première fois en langue française, la philosophie atomiste d'Épicure et de Lucrèce, dont Cotin a traduit et adapté en alexandrins de longs passages du De natura rerum.
Le 7 janvier 1655, il est reçu à l'Académie française. Il s'y montrera jusqu'à sa mort particulièrement assidu et laborieux, ce qui lui vaudra d'être choisi en 1659 pour prononcer l'oraison funèbre du surintendant Abel Servien.
En 1666 il fait publier un "méchant pamphlet contre Molière et Boileau" qui lui attirera les représailles de ces deux auteurs. C'est Molière qui lui asséna le plus grand coup, en 1672, en faisant de lui le Trissotin des Femmes savantes.
À sa mort, en 1681, un anonyme composa cette épitaphe :
Savez-vous en quoi Cotin
Diffère de Trissotin?
Cotin a fini ses jours
Trissotin vivra toujours.

## Œuvres
- Les Contentemens d'Aristée (1627)
- Ode à la puissance de Dieu, sur les victoires du Roy (1628) Texte en ligne
- Discours à Théopompe sur les forts esprits du temps (1629) Texte en ligne
- Les Regrets d'Aristée. Sur le trépas de Daphnis (1631)
- La Jérusalem désolée, ou Méditation sur les leçons de Ténèbres (1634)  Texte en ligne
- La Polimnie ou la Métamorphose d'une nimphe en oranger (1642) Texte en ligne
- Recueil des énigmes de ce temps (1646 texte en ligne, 1655 texte en ligne, 1658 texte en ligne, 1661, texte en ligne). Réédition sous le titre Les Énigmes de ce temps ; texte établi, présenté et annoté par Florence Vuilleumier-Laurens, Paris, Société des textes français modernes, 2003.
- Théoclée, ou la Vraye philosophie des principes du monde (1646)  Texte en ligne
- Nouveau Recueil de divers rondeaux[5](1650), consultable sur Google Livres.
- Traité de l'âme immortelle (1655)  Texte en ligne
- Poësies chrestiennes de l'abbé Cotin, 1657, seconde édition 1668 Texte en ligne
- Œuvres meslées, contenant : énigmes, odes, sonnets et épigrammes (1659, 1667)
- Oraison funebre pour messire Abel Servien, ministre d'Estat et surintendant des finances (1659) Texte en ligne
- L'Uranie ou la métamorphose d'une nymphe en oranger (1659) Texte en ligne
- La Ménagerie : à Son Altesse Royale Mademoiselle (sans date, vers 1660) Texte en ligne
- Les Nopces royales (1660) Texte en ligne
- La Pastorale sacrée, ou Paraphrase du Cantique des Cantiques selon la lettre. Avec plusieurs discours & observations (1662) Texte en ligne
- Réflexions sur la conduite du roi (1663 Texte en ligne, repris dans les Œuvres galantes, 1665)
- Œuvres galantes, en prose et en vers. De Monsieur Cotin (1663, 1665) Texte en ligne
- Odes royales sur les mariages des princesses de Nemours (sans date, vers 1665) Texte en ligne
- La Critique désintéressée sur les satyres du temps (sans date, 1667) Texte en ligne
- Sur le siege de Maestric (sans date, 1673)  Texte en ligne
- Salomon ou la politique royale, 3 volumes (sans date, vers 1665)